# Copa Libertadores 2014
De Copa Libertadores de América 2014 ("Bevrijders van Amerika beker") was de 55ste editie van de Copa Libertadores, een jaarlijks voetbaltoernooi voor clubs uit Latijns-Amerika, georganiseerd door CONMEBOL. Sinds 2014 is de officiële naam van het toernooi de  Copa Bridgestone Libertadores.
Clube Atlético Mineiro is de titelverdediger. Het toernooi werd voor de eerste keer gewonnen door San Lorenzo

## Algemene info

### Deelnemers per land
In totaal nemen 38 teams uit 11 landen (de tien leden van de Zuid-Amerikaanse voetbalbond plus Mexico) deel aan de Copa Libertadores.
Hieronder de verdeling van de plaatsen:
- Van Argentinië en Brazilië kwalificeren zich vijf teams.
- Van de overige negen landen (Bolivia, Chili, Colombia, Ecuador, Mexico, Paraguay, Peru, Uruguay en Venezuela) kwalificeerden zich drie teams.
- De winnaar van de vorige editie, de titelverdediger, kwalificeert zich automatisch voor de groepsfase van het toernooi. Indien zij zich al hadden geplaatst, schuift dit ticket door naar de beste ploeg uit het land van de titelverdediger, dat oorspronkelijk niet zou deelnemen.
- De winnaar van de Copa Sudamericana van vorig jaar kwalificeert zich - indien ze zich niet al hadden geplaatst - voor de voorronde. Dit levert hun land echter geen extra ticket op: mochten ze zich nog niet hebben geplaatst, dan gaat dit ten koste van de vijfde (Argentinië en Brazilië) of derde deelnemer (overige landen) uit dat land.

### Data
De loting voor de voorronde en de groepsfase vond plaats in het CONMEBOL hoofdkantoor in Luque, Paraguay.
Voor de knock-outfase werd niet geloot, omdat de wedstrijden werden bepaald aan de hand van het aantal punten in de groepsfase.
| Fase          | Ronde           | Datum loting     | Heenwedstrijd                 | Terugwedstrijd                     |
| ------------- | --------------- | ---------------- | ----------------------------- | ---------------------------------- |
| Voorronde     | Voorronde       | 12 december 2013 | 28-30 januari 2014            | 4-6 februari 2014                  |
| Groepsfase    | Wedstrijddag 1  | 12 december 2013 | 11-13 en 18 februari 2014     | 11-13 en 18 februari 2014          |
| Groepsfase    | Wedstrijddag 2  | 12 december 2013 | 18-20 en 25-27 februari 2014  | 18-20 en 25-27 februari 2014       |
| Groepsfase    | Wedstrijddag 3  | 12 december 2013 | 11-13 maart 2014              | 11-13 maart 2014                   |
| Groepsfase    | Wedstrijddag 4  | 12 december 2013 | 18-20 maart 2014              | 18-20 maart 2014                   |
| Groepsfase    | Wedstrijddag 5  | 12 december 2013 | 25-27 maart en 1-3 april 2014 | 25-27 maart en 1-3 april 2014      |
| Groepsfase    | Wedstrijddag 6  | 12 december 2013 | 8-10 april 2014               | 8-10 april 2014                    |
| Knock-outfase | Achtste finales | geen loting      | 16-17 en 23-24 april 2014     | 22-23 en 29-30 april en 1 mei 2014 |
| Knock-outfase | Kwartfinales    | geen loting      | 7 en 8 mei 2014               | 14 en 15 mei 2014                  |
| Knock-outfase | Halve finales   | geen loting      | 22 en 23 juli 2014            | 29 en 30 juli 2014                 |
| Knock-outfase | Finale          | geen loting      | 6 augustus 2014               | 13 augustus 2014                   |

## Teams
Onderstaande tabel geeft alle deelnemers aan deze editie weer, toont in welke ronde de club van start ging en op welke manier ze zich hebben geplaatst.
| Hoofdtoernooi (26+6)                | Hoofdtoernooi (26+6)              | Hoofdtoernooi (26+6)                | Hoofdtoernooi (26+6)            | Hoofdtoernooi (26+6) | Hoofdtoernooi (26+6) |
| ----------------------------------- | --------------------------------- | ----------------------------------- | ------------------------------- | -------------------- | -------------------- |
| Clube Atlético Mineiro (Brazilië 1) | Titelverdediger                   | Deportivo Cali (Colombia 2)         | Beste niet-kampioen             |                      |                      |
| Cruzeiro EC (Brazilië 2)            | Kampioen                          | CS Emelec (Ecuador 1)               | Kampioen                        |                      |                      |
| CR Flamengo (Brazilië 3)            | Bekerwinnaar                      | Independiente del Valle (Ecuador 2) | Nummer 2                        |                      |                      |
| Grêmio FBPA (Brazilië 4)            | Nummer 2                          | Club Santos Laguna (Mexico 1)       | Nummer 2 Apertura-voorronde     |                      |                      |
| CA Vélez Sarsfield (Argentinië 1)   | Winnaar Superfinale 2012/13       | Club León (Mexico 2)                | Nummer 3 Apertura-voorronde     |                      |                      |
| CA Newell's Old Boys (Argentinië 2) | Kampioen Final 2012/13            | Club Cerro Porteño (Paraguay 1)     | Beste kampioen (won Clausura)   |                      |                      |
| CA San Lorenzo (Argentinië 3)       | Kampioen Inicial 2013/14          | Club Nacional (Paraguay 2)          | Mindere kampioen (won Apertura) |                      |                      |
| Arsenal FC (Argentinië 4)           | Bekerwinnaar                      | Club Universitario (Peru 1)         | Kampioen (winnaar Derde Fase)   |                      |                      |
| Club Bolívar (Bolivia 1)            | Kampioen Clausura 2012/13         | Real Garcilaso (Peru 2)             | Nummer 2 (verliezer Derde Fase) |                      |                      |
| Club The Strongest (Bolivia 2)      | Kampioen Apertura 2013/14         | CA Peñarol (Uruguay 1)              | Kampioen (winnaar Campeonato)   |                      |                      |
| Club Unión Española (Chili 1)       | Kampioen 2013                     | Defensor Sporting (Uruguay 2)       | Nummer 2 (verliezer Campeonato) |                      |                      |
| CD O'Higgins (Chili 2)              | Kampioen Apertura 2013/14         | Zamora FC (Venezuela 1)             | Kampioen (winnaar Finale)       |                      |                      |
| Atlético Nacional (Colombia 1)      | Kampioen Apertura en Finalización | Deportivo Anzoátegui (Venezuela 2)  | Nummer 2 (verliezer Finale)     |                      |                      |
| Voorronde (12)                      |                                   |                                     |                                 |                      |                      |
| Atlético Paranaense (Brazilië 5)    | Nummer 3                          | Deportivo Quito (Ecuador 3)         | Nummer 3                        |                      |                      |
| Botafogo FR (Brazilië 6)            | Nummer 4                          | Monarcas Morelia (Mexico 3)         | Nummer 6 Apertura-voorronde     |                      |                      |
| CA Lanús (Argentinië 5)             | Winnaar Copa Sudamericana         | Club Guaraní (Paraguay 3)           | Beste niet-kampioen             |                      |                      |
| Oriente Petrolero (Bolivia 3)       | Nummer 2 Clausura 2012/13         | Sporting Cristal (Peru 3)           | Beste niet-Derde Fase-deelnemer |                      |                      |
| Club Universidad de Chile (Chili 3) | Winnaar play-offs                 | Club Nacional (Uruguay 3)           | Beste niet-Campeonato-deelnemer |                      |                      |
| Independiente Santa Fe (Colombia 3) | Op een na beste niet-kampioen     | Caracas FC (Venezuela 3)            | Beste niet-finalist             |                      |                      |

## Voorronde
In de eerste ronde speelden twaalf teams een thuis- en uitwedstrijd voor zes plaatsen in de tweede fase.
| Team 1               | Tot.               | Team 2              | 1e wedstr. | 2e wedstr. |
| -------------------- | ------------------ | ------------------- | ---------- | ---------- |
| Sporting Cristal     | 3 - 3 (4 - 5 n.s.) | Atlético Paranaense | 2 - 1      | 1 - 2      |
| Deportivo Quito      | 1 - 4              | Botafogo            | 1 - 0      | 0 - 4      |
| Universidad de Chile | 4 - 2              | Guaraní             | 1 - 0      | 3 - 2      |
| Caracas              | 0 - 3              | Lanús               | 0 - 2      | 0 - 1      |
| Morelia              | 2 - 2 (u)          | Santa Fe            | 2 - 1      | 0 - 1      |
| Oriente Petrolero    | 1 - 2              | Nacional            | 1 - 0      | 0 - 2      |

## Tweede ronde
In de tweede fase speelden de zes winnaars van de eerste ronde plus 26 direct geplaatste clubs in acht groepen van vier clubs een minicompetitie. De groepswinnaars en de nummers twee kwalificeerden zich voor de achtste finale. De wedstrijden werden tussen 13 februari en 17 april gespeeld.

### Groep 1
| Datum   | Team                | Score | Team                |
| ------- | ------------------- | ----- | ------------------- |
| 11 feb. | Universitario       | 0 - 1 | Vélez Sarsfield     |
| 13 feb. | Atlético Paranaense | 1 - 0 | The Strongest       |
| 20 feb. | The Strongest       | 1 - 0 | Universitario       |
| 25 feb. | Vélez Sarsfield     | 2 - 0 | Atlético Paranaense |
| 11 mrt. | The Strongest       | 2 - 0 | Vélez Sarsfield     |
| 13 mrt. | Universitario       | 0 - 1 | Atlético Paranaense |
| 18 mrt. | Vélez Sarsfield     | 2 - 0 | The Strongest       |
| 20 mrt. | Atlético Paranaense | 3 - 0 | Universitario       |
| 26 mrt. | Atlético Paranaense | 1 - 3 | Vélez Sarsfield     |
| 27 mrt. | Universitario       | 3 - 3 | The Strongest       |
| 8 apr.  | Vélez Sarsfield     | 1 - 0 | Universitario       |
| 8 apr.  | The Strongest       | 2 - 1 | Atlético Paranaense |

| Nr. | Club                | Wedstrijden | Wedstrijden | Wedstrijden | Wedstrijden | Doelpunten | Doelpunten | Doelpunten | Punten |
| --- | ------------------- | ----------- | ----------- | ----------- | ----------- | ---------- | ---------- | ---------- | ------ |
| Nr. | Club                | G           | W           | G           | V           | V          | T          | Saldo      | Punten |
| 1   | CA Vélez Sarsfield  | 6           | 5           | 0           | 1           | 9          | 3          | +6         | 15     |
| 2   | Club The Strongest  | 6           | 3           | 1           | 2           | 8          | 7          | +1         | 10     |
| 3   | Atlético Paranaense | 6           | 3           | 0           | 3           | 7          | 7          | 0          | 9      |
| 4   | Club Universitario  | 6           | 0           | 1           | 5           | 3          | 10         | −7         | 1      |

### Groep 2
| Datum   | Team                    | Score | Team                    |
| ------- | ----------------------- | ----- | ----------------------- |
| 11 feb. | Botafogo                | 2 - 0 | San Lorenzo             |
| 18 feb. | Independiente del Valle | 2 - 2 | Unión Española          |
| 26 feb. | Unión Española          | 1 - 1 | Botafogo                |
| 27 feb. | San Lorenzo             | 1 - 0 | Independiente del Valle |
| 12 mrt. | San Lorenzo             | 1 - 1 | Unión Española          |
| 12 mrt. | Independiente del Valle | 2 - 1 | Botafogo                |
| 18 mrt. | Botafogo                | 1 - 0 | Independiente del Valle |
| 20 mrt. | Unión Española          | 1 - 0 | San Lorenzo             |
| 27 mrt. | Independiente del Valle | 1 - 1 | San Lorenzo             |
| 2 apr.  | Botafogo                | 0 - 1 | Unión Española          |
| 9 apr.  | San Lorenzo             | 3 - 0 | Botafogo                |
| 9 apr.  | Unión Española          | 4 - 5 | Independiente del Valle |

| Nr. | Club                 | Wedstrijden | Wedstrijden | Wedstrijden | Wedstrijden | Doelpunten | Doelpunten | Doelpunten | Punten |
| --- | -------------------- | ----------- | ----------- | ----------- | ----------- | ---------- | ---------- | ---------- | ------ |
| Nr. | Club                 | G           | W           | G           | V           | V          | T          | Saldo      | Punten |
| 1   | Club Unión Española  | 6           | 2           | 3           | 1           | 10         | 9          | +1         | 9      |
| 2   | CA San Lorenzo       | 6           | 2           | 2           | 2           | 6          | 5          | +1         | 8      |
| 3   | Independiente del V. | 6           | 2           | 2           | 2           | 10         | 10         | 0          | 8      |
| 4   | Botafogo FR          | 6           | 2           | 1           | 3           | 5          | 7          | −2         | 7      |

### Groep 3
| Datum   | Team           | Score | Team           |
| ------- | -------------- | ----- | -------------- |
| 12 feb. | Deportivo Cali | 1 - 0 | Cerro Porteño  |
| 13 feb. | Lanús          | 0 - 0 | O'Higgins      |
| 19 feb. | O'Higgins      | 1 - 0 | Deportivo Cali |
| 26 feb. | Cerro Porteño  | 3 - 1 | Lanús          |
| 13 mrt. | O'Higgins      | 2 - 2 | Cerro Porteño  |
| 13 mrt. | Deportivo Cali | 2 - 1 | Lanús          |
| 20 mrt. | Lanús          | 2 - 0 | Deportivo Cali |
| 20 mrt. | Cerro Porteño  | 2 - 1 | O'Higgins      |
| 26 mrt. | Deportivo Cali | 1 - 1 | O'Higgins      |
| 27 mrt. | Lanús          | 2 - 0 | Cerro Porteño  |
| 8 apr.  | Cerro Porteño  | 3 - 2 | Deportivo Cali |
| 8 apr.  | O'Higgins      | 0 - 0 | Lanús          |

| Nr. | Club               | Wedstrijden | Wedstrijden | Wedstrijden | Wedstrijden | Doelpunten | Doelpunten | Doelpunten | Punten |
| --- | ------------------ | ----------- | ----------- | ----------- | ----------- | ---------- | ---------- | ---------- | ------ |
| Nr. | Club               | G           | W           | G           | V           | V          | T          | Saldo      | Punten |
| 1   | Club Cerro Porteño | 6           | 3           | 1           | 2           | 10         | 9          | +1         | 10     |
| 2   | CA Lanús           | 6           | 2           | 2           | 2           | 6          | 5          | +1         | 8      |
| 3   | CD O'Higgins       | 6           | 1           | 4           | 1           | 5          | 5          | 0          | 7      |
| 4   | Deportivo Cali     | 6           | 2           | 1           | 3           | 6          | 8          | −2         | 7      |

### Groep 4
| Datum   | Team             | Score | Team             |
| ------- | ---------------- | ----- | ---------------- |
| 11 feb. | Zamora           | 0 - 1 | Atlético Mineiro |
| 11 feb. | Santa Fe         | 3 - 1 | Nacional         |
| 20 feb. | Nacional         | 1 - 0 | Zamora           |
| 26 feb. | Atlético Mineiro | 2 - 1 | Santa Fe         |
| 12 mrt. | Zamora           | 2 - 1 | Santa Fe         |
| 12 mrt. | Nacional         | 2 - 2 | Atlético Mineiro |
| 18 mrt. | Santa Fe         | 2 - 2 | Zamora           |
| 19 mrt. | Atlético Mineiro | 1 - 1 | Nacional         |
| 25 mrt. | Zamora           | 2 - 0 | Nacional         |
| 3 apr.  | Santa Fe         | 1 - 1 | Atlético Mineiro |
| 10 apr. | Nacional         | 3 - 2 | Santa Fe         |
| 10 apr. | Atlético Mineiro | 1 - 0 | Zamora           |

| Nr. | Club                   | Wedstrijden | Wedstrijden | Wedstrijden | Wedstrijden | Doelpunten | Doelpunten | Doelpunten | Punten |
| --- | ---------------------- | ----------- | ----------- | ----------- | ----------- | ---------- | ---------- | ---------- | ------ |
| Nr. | Club                   | G           | W           | G           | V           | V          | T          | Saldo      | Punten |
| 1   | Clube Atlético Mineiro | 6           | 3           | 3           | 0           | 8          | 5          | +3         | 12     |
| 2   | Club Nacional          | 6           | 2           | 2           | 2           | 8          | 10         | −2         | 8      |
| 3   | Zamora FC              | 6           | 2           | 1           | 3           | 6          | 6          | 0          | 7      |
| 4   | Indep. Santa Fe        | 6           | 1           | 2           | 3           | 10         | 11         | −1         | 5      |

### Groep 5
| Datum   | Team                 | Score | Team                 |
| ------- | -------------------- | ----- | -------------------- |
| 12 feb. | Real Garcilaso       | 2 - 1 | Cruzeiro             |
| 13 feb. | Universidad de Chile | 1 - 0 | Defensor Sporting    |
| 19 feb. | Defensor Sporting    | 4 - 1 | Real Garcilaso       |
| 25 feb. | Cruzeiro             | 5 - 1 | Universidad de Chile |
| 11 mrt. | Defensor Sporting    | 2 - 0 | Cruzeiro             |
| 11 mrt. | Real Garcilaso       | 1 - 2 | Universidad de Chile |
| 18 mrt. | Universidad de Chile | 1 - 0 | Real Garcilaso       |
| 20 mrt. | Cruzeiro             | 2 - 2 | Defensor Sporting    |
| 1 apr.  | Real Garcilaso       | 0 - 2 | Defensor Sporting    |
| 3 apr.  | Universidad de Chile | 0 - 2 | Cruzeiro             |
| 9 apr.  | Cruzeiro             | 3 - 0 | Real Garcilaso       |
| 9 apr.  | Defensor Sporting    | 1 - 1 | Universidad de Chile |

| Nr. | Club                 | Wedstrijden | Wedstrijden | Wedstrijden | Wedstrijden | Doelpunten | Doelpunten | Doelpunten | Punten |
| --- | -------------------- | ----------- | ----------- | ----------- | ----------- | ---------- | ---------- | ---------- | ------ |
| Nr. | Club                 | G           | W           | G           | V           | V          | T          | Saldo      | Punten |
| 1   | Defensor Sporting    | 6           | 3           | 2           | 1           | 11         | 5          | +6         | 11     |
| 2   | Cruzeiro EC          | 6           | 3           | 1           | 2           | 13         | 7          | +6         | 10     |
| 3   | Universidad de Chile | 6           | 3           | 1           | 2           | 6          | 9          | −3         | 10     |
| 4   | Real Garcilaso       | 6           | 1           | 0           | 5           | 4          | 13         | −9         | 3      |

### Groep 6
| Datum   | Team              | Score | Team              |
| ------- | ----------------- | ----- | ----------------- |
| 13 feb. | Nacional          | 0 - 1 | Grêmio            |
| 13 feb. | Atlético Nacional | 1 - 0 | Newell's Old Boys |
| 25 feb. | Grêmio            | 3 - 0 | Atlético Nacional |
| 27 feb. | Newell's Old Boys | 4 - 0 | Nacional          |
| 11 mrt. | Atlético Nacional | 2 - 2 | Nacional          |
| 13 mrt. | Grêmio            | 0 - 0 | Newell's Old Boys |
| 18 mrt. | Nacional          | 0 - 1 | Atlético Nacional |
| 19 mrt. | Newell's Old Boys | 1 - 1 | Grêmio            |
| 26 mrt. | Nacional          | 2 - 4 | Newell's Old Boys |
| 2 apr.  | Atlético Nacional | 0 - 2 | Grêmio            |
| 10 apr. | Grêmio            | 1 - 0 | Nacional          |
| 10 apr. | Newell's Old Boys | 1 - 3 | Atlético Nacional |

| Nr. | Club                 | Wedstrijden | Wedstrijden | Wedstrijden | Wedstrijden | Doelpunten | Doelpunten | Doelpunten | Punten |
| --- | -------------------- | ----------- | ----------- | ----------- | ----------- | ---------- | ---------- | ---------- | ------ |
| Nr. | Club                 | G           | W           | G           | V           | V          | T          | Saldo      | Punten |
| 1   | Grêmio FBPA          | 6           | 4           | 2           | 0           | 8          | 1          | +7         | 14     |
| 2   | Atlético Nacional    | 6           | 3           | 1           | 2           | 7          | 8          | −1         | 10     |
| 3   | CA Newell's Old Boys | 6           | 2           | 2           | 2           | 10         | 7          | +3         | 8      |
| 4   | Club Nacional        | 6           | 0           | 1           | 5           | 4          | 13         | −9         | 1      |

### Groep 7
| Datum   | Team     | Score | Team     |
| ------- | -------- | ----- | -------- |
| 12 feb. | León     | 2 - 1 | Flamengo |
| 13 feb. | Emelec   | 2 - 1 | Bolívar  |
| 19 feb. | Bolívar  | 1 - 1 | León     |
| 26 feb. | Flamengo | 3 - 1 | Emelec   |
| 11 mrt. | Emelec   | 2 - 1 | León     |
| 12 mrt. | Flamengo | 2 - 2 | Bolívar  |
| 19 mrt. | León     | 3 - 0 | Emelec   |
| 19 mrt. | Bolívar  | 1 - 0 | Flamengo |
| 26 mrt. | Leon     | 0 - 1 | Bolívar  |
| 2 apr.  | Emelec   | 1 - 2 | Flamengo |
| 9 apr.  | Flamengo | 2 - 3 | León     |
| 9 apr.  | Bolívar  | 2 - 1 | Emelec   |

| Nr. | Club         | Wedstrijden | Wedstrijden | Wedstrijden | Wedstrijden | Doelpunten | Doelpunten | Doelpunten | Punten |
| --- | ------------ | ----------- | ----------- | ----------- | ----------- | ---------- | ---------- | ---------- | ------ |
| Nr. | Club         | G           | W           | G           | V           | V          | T          | Saldo      | Punten |
| 1   | Club Bolívar | 6           | 3           | 2           | 1           | 8          | 6          | +2         | 11     |
| 2   | Club León    | 6           | 3           | 1           | 2           | 10         | 7          | +3         | 10     |
| 3   | CR Flamengo  | 6           | 2           | 1           | 3           | 10         | 10         | 0          | 7      |
| 4   | CS Emelec    | 6           | 2           | 0           | 4           | 7          | 12         | −5         | 6      |

### Groep 8
| Datum   | Team                 | Score | Team                 |
| ------- | -------------------- | ----- | -------------------- |
| 11 feb. | Santos Laguna        | 1 - 0 | Arsenal              |
| 12 feb. | Deportivo Anzoátegui | 1 - 1 | Peñarol              |
| 18 feb. | Peñarol              | 0 - 2 | Santos Laguna        |
| 25 feb. | Arsenal              | 3 - 0 | Deportivo Anzoátegui |
| 11 mrt. | Deportivo Anzoátegui | 1 - 1 | Santos Laguna        |
| 13 mrt. | Arsenal              | 1 - 0 | Peñarol              |
| 18 mrt. | Santos Laguna        | 3 - 0 | Deportivo Anzoátegui |
| 19 mrt. | Peñarol              | 2 - 1 | Arsenal              |
| 25 mrt. | Santos Laguna        | 4 - 1 | Peñarol              |
| 26 mrt. | Deportivo Anzoátegui | 1 - 3 | Arsenal              |
| 10 apr. | Arsenal              | 3 - 0 | Santos Laguna        |
| 10 apr. | Peñarol              | 1 - 1 | Deportivo Anzoátegui |

| Nr. | Club                 | Wedstrijden | Wedstrijden | Wedstrijden | Wedstrijden | Doelpunten | Doelpunten | Doelpunten | Punten |
| --- | -------------------- | ----------- | ----------- | ----------- | ----------- | ---------- | ---------- | ---------- | ------ |
| Nr. | Club                 | G           | W           | G           | V           | V          | T          | Saldo      | Punten |
| 1   | Club Santos Laguna   | 6           | 4           | 1           | 1           | 11         | 5          | +6         | 13     |
| 2   | Arsenal FC           | 6           | 4           | 0           | 2           | 11         | 4          | +7         | 12     |
| 3   | CA Peñarol           | 6           | 1           | 2           | 3           | 5          | 10         | −5         | 5      |
| 4   | Deportivo Anzoátegui | 6           | 0           | 3           | 3           | 4          | 12         | −8         | 3      |

## Knock-outfase
De zestien geplaatste ploegen kregen een nummer toegewezen, op basis van hun prestaties uit de groepsfase. De groepswinnaars kregen de nummers 1-8 en de nummers twee kregen de nummers 9-16. Het exacte nummer werd vervolgens bepaald aan de hand van het aantal behaalde punten. Mocht dat gelijk zijn, dan werd er vervolgens gekeken naar doelsaldo, gemaakte doelpunten en ten slotte gemaakte uitdoelpunten. Zouden er dan nog ploegen gelijk staan, dan werd er geloot.
In de achtste finales werd het team met het laagste nummer gekoppeld aan dat met het hoogste nummer (dus nummer 1 tegen 16, nummer 2 tegen 15, et cetera). Hierdoor kon het voorkomen dat teams uit hetzelfde land, of teams die bij elkaar in de groep zaten, tegen elkaar moesten spelen, iets wat in de UEFA Champions League in deze fase nog niet toegestaan was.
Het schema was zo gemaakt, dat als de groepswinnaars allemaal zouden winnen, dat dan in de kwartfinales wederom het team met het laagste nummer tegen het team met het hoogste nummer speelde (dus de winnaar van 1 tegen 16 speelde tegen de winnaar van 8 tegen 9, et cetera). Hetzelfde gold voor de halve finales (dus de winnaar van 1/16 tegen 8/9 speelde tegen de winnaar van 4/13 tegen 5/12 en de winnaar van 2/15 tegen 7/10 speelde tegen de winnaar van 3/14 tegen 6/11), maar als er twee ploegen uit hetzelfde land de halve finales zouden bereiken, dan moesten ze sowieso tegen elkaar, ongeacht hun nummer.
In elke ronde speelde het team met het hogere nummer in de eerste wedstrijd thuis en het team met het lagere nummer in de tweede wedstrijd thuis. De enige uitzondering was eventueel de finale: volgens de regels moet de tweede wedstrijd van de finale in Zuid-Amerika worden gespeeld, dus als er een Mexico ploeg de finale haalde, dan speelde die sowieso de eerste wedstrijd thuis, ongeacht hun nummer.
De winnaar van elke wedstrijd was in theorie de ploeg met de meeste wedstrijdpunten (3 voor winst, 1 voor een gelijkspel, 0 voor verlies). Bij gelijke stand werd er gekeken naar het doelsaldo. In de praktijk kwam dat erop neer dat de ploeg met de meeste gescoorde doelpunten over twee wedstrijden doorging naar de volgende ronde. Bij gelijke stand werd er gekeken naar de ploeg die het meeste uitdoelpunten had gemaakt. Was ook dat gelijk, dan werden er strafschoppen genomen (er werd niet verlengd). De enige uitzondering op deze regels was wederom de finale: was daar de stand over twee wedstrijden gelijk, dan werd er niet gekeken naar het aantal uitdoelpunten, maar werd er nu wel een verlenging gespeeld. Stond het daarna nog gelijk, dan moesten strafschoppen beslissen over de titel.
| Nummer                                   | Team                                    | WD                                      | WI                                      | GE                                      | VE                                      | GV                                      | GT                                      | DS                                      | PT                                      |
| Nummers 1 - Hoofdtoernooi (Nummers 1–8)  | Nummers 1 - Hoofdtoernooi (Nummers 1–8) | Nummers 1 - Hoofdtoernooi (Nummers 1–8) | Nummers 1 - Hoofdtoernooi (Nummers 1–8) | Nummers 1 - Hoofdtoernooi (Nummers 1–8) | Nummers 1 - Hoofdtoernooi (Nummers 1–8) | Nummers 1 - Hoofdtoernooi (Nummers 1–8) | Nummers 1 - Hoofdtoernooi (Nummers 1–8) | Nummers 1 - Hoofdtoernooi (Nummers 1–8) | Nummers 1 - Hoofdtoernooi (Nummers 1–8) |
| ---------------------------------------- | --------------------------------------- | --------------------------------------- | --------------------------------------- | --------------------------------------- | --------------------------------------- | --------------------------------------- | --------------------------------------- | --------------------------------------- | --------------------------------------- |
| 1                                        | Vélez Sarsfield                         | 6                                       | 5                                       | 0                                       | 1                                       | 9                                       | 3                                       | +6                                      | 15                                      |
| 2                                        | Grêmio                                  | 6                                       | 4                                       | 2                                       | 0                                       | 8                                       | 1                                       | +7                                      | 14                                      |
| 3                                        | Santos Laguna                           | 6                                       | 4                                       | 1                                       | 1                                       | 11                                      | 5                                       | +6                                      | 13                                      |
| 4                                        | Atlético Mineiro                        | 6                                       | 3                                       | 3                                       | 0                                       | 8                                       | 4                                       | +3                                      | 12                                      |
| 5                                        | Defensor Sporting                       | 6                                       | 3                                       | 2                                       | 1                                       | 11                                      | 5                                       | +6                                      | 11                                      |
| 6                                        | Bolívar                                 | 6                                       | 3                                       | 2                                       | 1                                       | 8                                       | 6                                       | +2                                      | 11                                      |
| 7                                        | Cerro Porteño                           | 6                                       | 3                                       | 1                                       | 2                                       | 10                                      | 9                                       | +1                                      | 10                                      |
| 8                                        | Unión Española                          | 6                                       | 2                                       | 3                                       | 1                                       | 10                                      | 9                                       | +1                                      | 9                                       |
| Nummers 2 - Hoofdtoernooi (Nummers 9–16) |                                         |                                         |                                         |                                         |                                         |                                         |                                         |                                         |                                         |
| 9                                        | Arsenal                                 | 6                                       | 4                                       | 0                                       | 2                                       | 11                                      | 4                                       | +7                                      | 12                                      |
| 10                                       | Cruzeiro                                | 6                                       | 3                                       | 1                                       | 2                                       | 13                                      | 7                                       | +6                                      | 10                                      |
| 11                                       | León                                    | 6                                       | 3                                       | 1                                       | 2                                       | 10                                      | 7                                       | +3                                      | 10                                      |
| 12                                       | The Strongest                           | 6                                       | 3                                       | 1                                       | 2                                       | 8                                       | 7                                       | +1                                      | 10                                      |
| 13                                       | Atlético Nacional                       | 6                                       | 3                                       | 1                                       | 2                                       | 7                                       | 8                                       | −1                                      | 10                                      |
| 14                                       | Lanús                                   | 6                                       | 2                                       | 2                                       | 2                                       | 6                                       | 5                                       | +1                                      | 8                                       |
| 15                                       | San Lorenzo                             | 6                                       | 2                                       | 2                                       | 2                                       | 6                                       | 5                                       | +1                                      | 8                                       |
| 16                                       | Nacional                                | 6                                       | 2                                       | 2                                       | 2                                       | 8                                       | 10                                      | −2                                      | 8                                       |

### Achtste finales
| Team 1                 | Tot.               | Team 2                | 1e wedstr. | 2e wedstr. |
| ---------------------- | ------------------ | --------------------- | ---------- | ---------- |
| (16) Nacional          | 3 - 2              | Vélez Sarsfield (1)   | 1 - 0      | 2 - 2      |
| (15) San Lorenzo       | 1 - 1 (4 - 2 n.s.) | Grêmio (2)            | 1 - 0      | 0 - 1      |
| (14) Lanús             | 4 - 1              | Santos Laguna (3)     | 2 - 1      | 2 - 0      |
| (13) Atlético Nacional | 2 - 1              | Atlético Mineiro (4)  | 1 - 0      | 1 - 1      |
| (12) The Strongest     | 2 - 2 (2 - 4 n.s.) | Defensor Sporting (5) | 2 - 0      | 0 - 2      |
| (11) León              | 3 - 3 (u)          | Bolívar (6)           | 2 - 2      | 1 - 1      |
| (10) Cruzeiro          | 3 - 1              | Cerro Porteño (7)     | 1 - 1      | 2 - 0      |
| (9) Arsenal            | 1 - 0              | Unión Española (8)    | 0 - 0      | 1 - 0      |

### Kwartfinales
| Team 1                 | Tot.  | Team 2                | 1e wedstr. | 2e wedstr. |
| ---------------------- | ----- | --------------------- | ---------- | ---------- |
| (16) Nacional          | 1 - 0 | Arsenal (9)           | 1 - 0      | 0 - 0      |
| (15) San Lorenzo       | 2 - 1 | Cruzeiro (10)         | 1 - 0      | 1 - 1      |
| (14) Lanús             | 1 - 2 | Bolívar (6)           | 1 - 1      | 0 - 1      |
| (13) Atlético Nacional | 0 - 3 | Defensor Sporting (5) | 0 - 2      | 0 - 1      |

### Halve finales
| Team 1           | Tot.  | Team 2                | 1e wedstr. | 2e wedstr. |
| ---------------- | ----- | --------------------- | ---------- | ---------- |
| (16) Nacional    | 2 - 1 | Defensor Sporting (5) | 2 - 0      | 0 - 1      |
| (15) San Lorenzo | 5 - 1 | Bolívar (6)           | 5 - 0      | 0 - 1      |

### Finale
|                             |                  |     |             |                                                                      |
| 6 augustus 2014 20:15 UTC−4 | Nacional         | 1-1 | San Lorenzo | Estadio Defensores del Chaco, Asunción Scheidsrechter: Wilmar Roldán |
| 6 augustus 2014 20:15 UTC−4 | Santa Cruz 90+2' |     | Matos 64'   | Estadio Defensores del Chaco, Asunción Scheidsrechter: Wilmar Roldán |

|                              |                     |     |          |                                                                   |
| 13 augustus 2014 21:15 UTC−3 | San Lorenzo         | 1-0 | Nacional | Estadio Pedro Bidegain, Buenos Aires Scheidsrechter: Sandro Ricci |
| 13 augustus 2014 21:15 UTC−3 | Ortigoza 35' (pen.) |     |          | Estadio Pedro Bidegain, Buenos Aires Scheidsrechter: Sandro Ricci |

San Lorenzo wint met 2-1 over 2 wedstrijden.
| Winnaar Copa Libertadores 2014 |
| ------------------------------ |
| San Lorenzo 1e titel           |

## Trivia
- Het is voor het eerst sinds 2004 dat er geen Braziliaanse club in de finale stond en voor het eerst sinds 1991 dat er geen Braziliaanse club bij de laatste vier zat.
- Voor beide finalisten was het hun eerste finale. Daarnaast was het de eerste keer dat er een Paraguayaanse club, anders dan Olimpia, in de finale stond.

## Statistieken

### Scheidsrechters
| Naam                | Geboren    | Land   | Duels | Kreeg geel | Kreeg voor de tweede keer geel en dus rood | Weggestuurd |
| ------------------- | ---------- | ------ | ----- | ---------- | ------------------------------------------ | ----------- |
| Antonio Arias       | 07.09.1972 | PAR    | 6     | 33         | 1                                          | 5           |
| Víctor Carrillo     | 30.10.1975 | PER    | 6     | 24         | 1                                          | 1           |
| Daniel Fedorczuk    | 02.05.1976 | URU    | 5     | 15         | 0                                          | 1           |
| Enrique Osses       | 26.05.1974 | CHI    | 5     | 24         | 0                                          | 0           |
| Patricio Polic      | 00.00.1972 | CHI    | 5     | 25         | 0                                          | 2           |
| Wilmar Roldán       | 24.01.1980 | COL    | 5     | 15         | 0                                          | 3           |
| Darío Ubriaco       | 08.02.1972 | URU    | 5     | 18         | 2                                          | 3           |
| Martín Vázquez      | 14.01.1969 | URU    | 5     | 24         | 1                                          | 1           |
| Roddy Zambrano      | 03.02.1978 | ECU    | 5     | 14         | 1                                          | 1           |
| José Buitrago       | 05.11.1970 | COL    | 4     | 17         | 0                                          | 2           |
| Enrique Cáceres     | 20.03.1974 | PAR    | 4     | 11         | 0                                          | 0           |
| Ricardo Marques     | 18.06.1979 | BRA    | 4     | 17         | 0                                          | 0           |
| Raúl Orosco         | 25.03.1979 | BOL    | 4     | 23         | 1                                          | 2           |
| Sandro Ricci        | 28.09.1970 | BRA    | 4     | 20         | 2                                          | 1           |
| Roberto Silvera     | 30.01.1971 | URU    | 4     | 19         | 0                                          | 0           |
| Juan Soto           | 14.10.1977 | VEN    | 4     | 16         | 0                                          | 0           |
| Diego Abal          | 28.12.1971 | ARG    | 3     | 15         | 1                                          | 0           |
| Carlos Amarilla     | 26.10.1970 | PAR    | 3     | 12         | 1                                          | 0           |
| Julio Bascuñán      | 11.06.1978 | CHI    | 3     | 10         | 0                                          | 0           |
| Heber Lopes         | 13.07.1972 | BRA    | 3     | 12         | 1                                          | 0           |
| Patricio Loustau    | 15.04.1975 | ARG    | 3     | 19         | 0                                          | 1           |
| Óscar Maldonado     | 13.04.1972 | BOL    | 3     | 16         | 0                                          | 0           |
| Julio Quintana      | 00.00.1978 | PAR    | 3     | 18         | 0                                          | 0           |
| Adrián Vélez        | 00.00.1976 | COL    | 3     | 14         | 0                                          | 1           |
| Carlos Vera         | 25.06.1976 | ECU    | 3     | 10         | 1                                          | 0           |
| Mauro Vigliano      | 05.08.1975 | ARG    | 3     | 12         | 0                                          | 2           |
| Leandro Vuaden      | 29.06.1975 | BRA    | 3     | 16         | 0                                          | 1           |
| José Argote         | 17.10.1980 | VEN    | 2     | 9          | 0                                          | 0           |
| Marcelo de Lima     | 26.08.1971 | BRA    | 2     | 4          | 0                                          | 0           |
| Germán Delfino      | 04.05.1978 | ARG    | 2     | 6          | 2                                          | 0           |
| Manuel Garay        | 28.04.1970 | PER    | 2     | 7          | 1                                          | 1           |
| Saul Laverni        | 21.01.1970 | ARG    | 2     | 3          | 0                                          | 0           |
| Néstor Pitana       | 17.06.1975 | ARG    | 2     | 7          | 1                                          | 1           |
| Wilton Sampaio      | 25.12.1981 | BRA    | 2     | 13         | 1                                          | 1           |
| Diego Ceballos      | 10.01.1978 | ARG    | 1     | 6          | 0                                          | 1           |
| Paulo de Oliveira   | 16.12.1973 | BRA    | 1     | 2          | 0                                          | 0           |
| Pablo Díaz          | 20.07.1979 | ARG    | 1     | 5          | 0                                          | 0           |
| Mario Díaz de Vivar | 22.10.1983 | PAR    | 1     | 3          | 0                                          | 0           |
| Marlon Escalante    | 19.02.1974 | VEN    | 1     | 7          | 0                                          | 0           |
| Christian Ferreyra  | 19.01.1978 | URU    | 1     | 4          | 0                                          | 0           |
| Roberto García      | 24.10.1974 | MEX    | 1     | 1          | 0                                          | 0           |
| Diego Haro          | 18.12.1982 | PER    | 1     | 3          | 0                                          | 0           |
| Wilson Lamouroux    | 17.05.1979 | COL    | 1     | 5          | 0                                          | 0           |
| Diego Lara          | 25.01.1979 | ECU    | 1     | 2          | 0                                          | 1           |
| Imer Machado        | 26.03.1973 | COL    | 1     | 6          | 0                                          | 0           |
| Omar Ponce          | 25.01.1977 | ECU    | 1     | 3          | 0                                          | 0           |
| Marco Rodríguez     | 10.11.1973 | MEX    | 1     | 6          | 0                                          | 1           |
| Roberto Tobar       | 13.04.1978 | CHI    | 1     | 2          | 0                                          | 1           |
| Silvio Trucco       | 18.04.1978 | ARG    | 1     | 4          | 0                                          | 0           |
| Carlos Ulloa        | 04.09.1975 | CHI    | 1     | 7          | 0                                          | 0           |
| Totaal              | Totaal     | Totaal | 138   | 584        | 18                                         | 34          |